# Albert Kahn (Architekt)

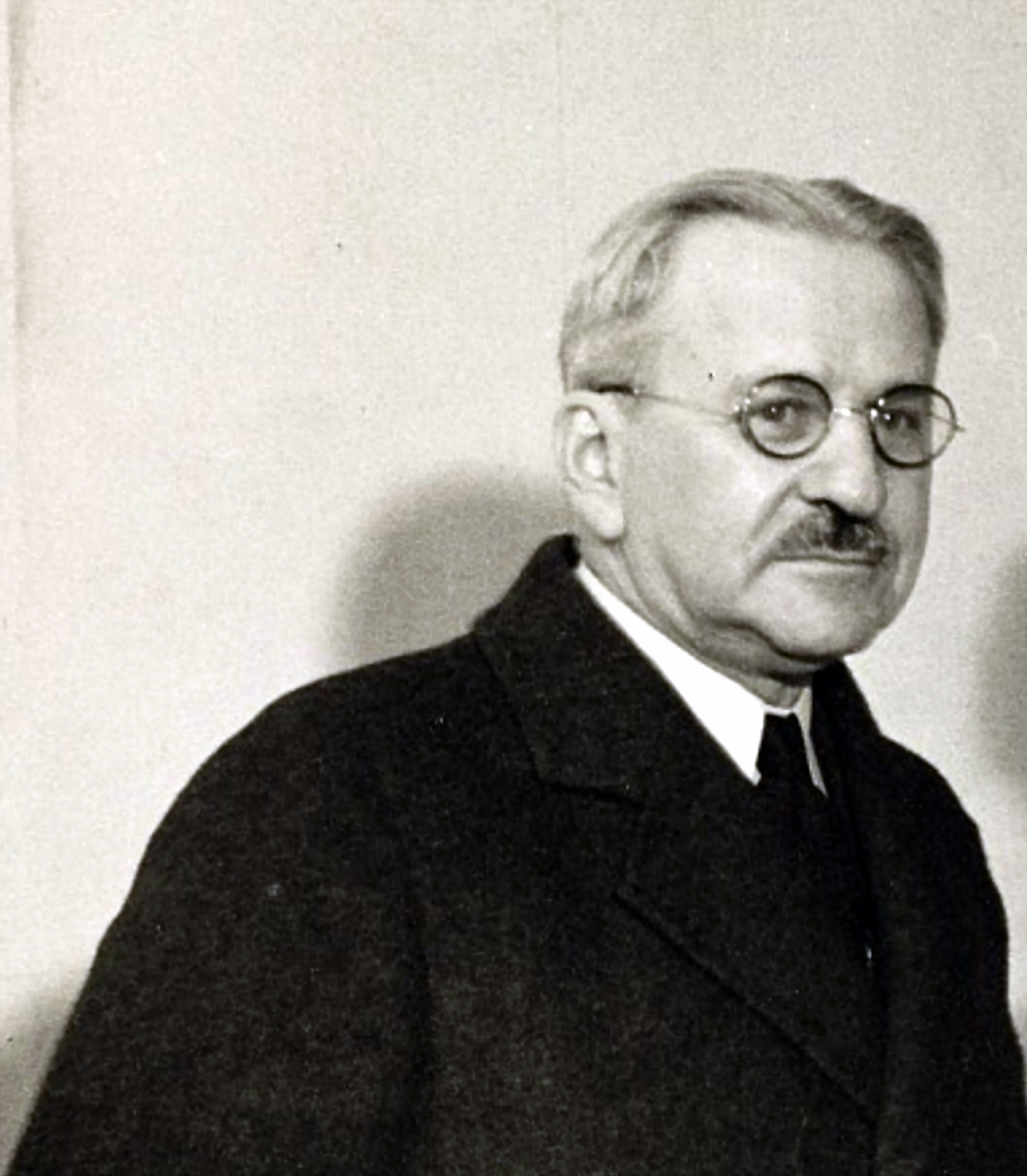
Albert Kahn 1932

Albert Kahn (* 21. März 1869 in Rhaunen, Rheinprovinz (Königreich Preußen); † 8. Dezember 1942 in Detroit, USA) war ein deutschstämmiger, US-amerikanischer Architekt und Pionier der modernen Industrie-Architektur. Kahn gründete die seit 1895 in Detroit ansässige, bis heute weltweit tätige Firma Albert Kahn ass.

## Leben und Wirken
Albert Kahn war ein Sohn von Joseph Kahn, dem Rabbiner in Rhaunen, seine Mutter Rosalie war musisch-künstlerisch begabt. Die Familie wanderte 1880 in die USA aus und ließ sich in Detroit nieder. Mit 14 Jahren wurde Albert Kahn Lehrling der Architekten Mason & Rice in Detroit. Aufgrund seiner hervorragenden Leistung wurde er 1891 von der Zeitschrift American Architect and Building News mit einem einjährigen Stipendium und Aufenthalt in Europa ausgezeichnet, den er zusammen mit Henry Bacon, dem späteren Architekten des Lincoln Memorial, vornehmlich in Italien verbrachte, wo sie das Werk von Andrea Palladio studierten.
Seine 1895 zunächst in Partnerschaft mit George W. Nettleton und Alexander B. Trowbridge gegründete Firma Albert Kahn Associates führte Kahn dann ab 1902 mit seinen Brüdern Julius und Moritz Kahn weiter. Kahn setzte im amerikanischen Industriebau das von Julius Kahn weiterentwickelte Armierbetonverfahren durch, was den Brandschutz und die Tragfähigkeit erheblich verbesserte, und 1903–04 im Bau der Packard Automotive Plant um.

Die Packard-Fabrik
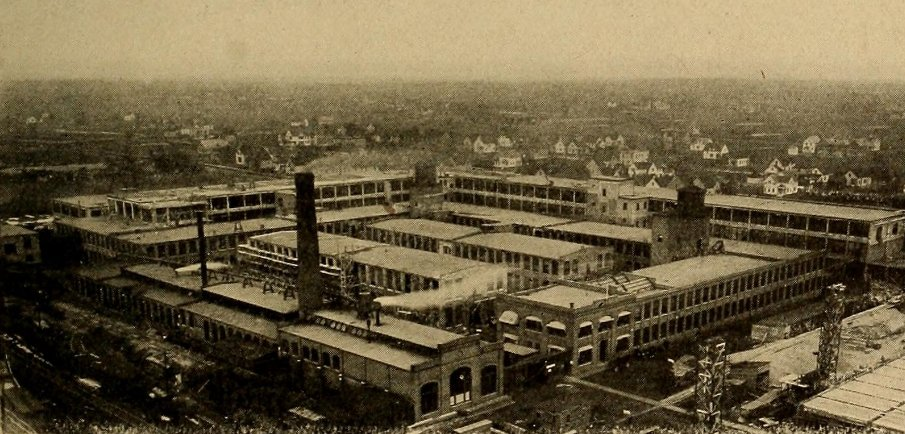
Packard Industrieareal 1904
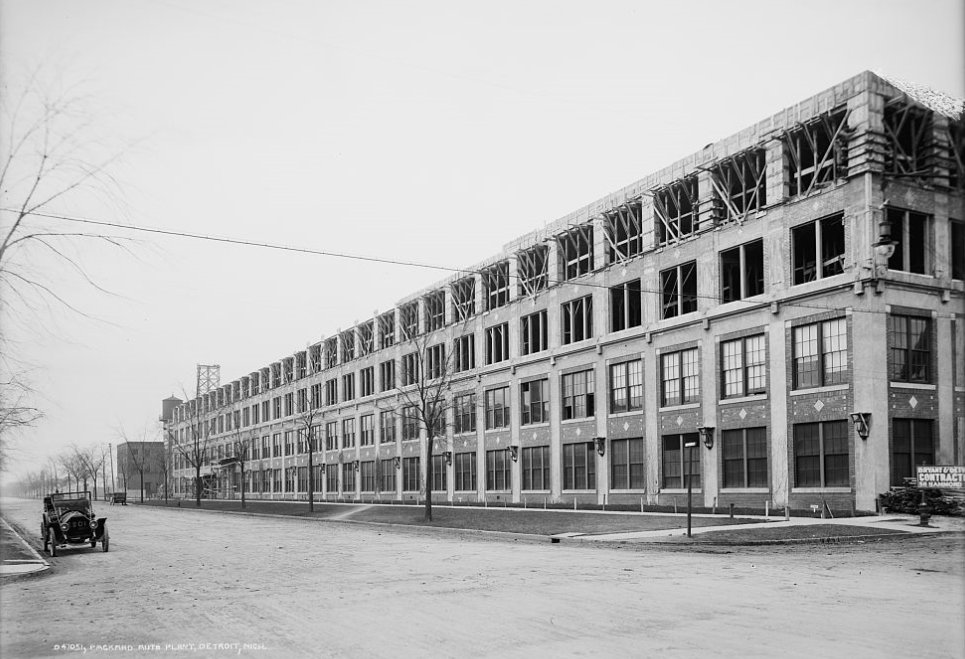
Packard Plant (Fabrik), 1905
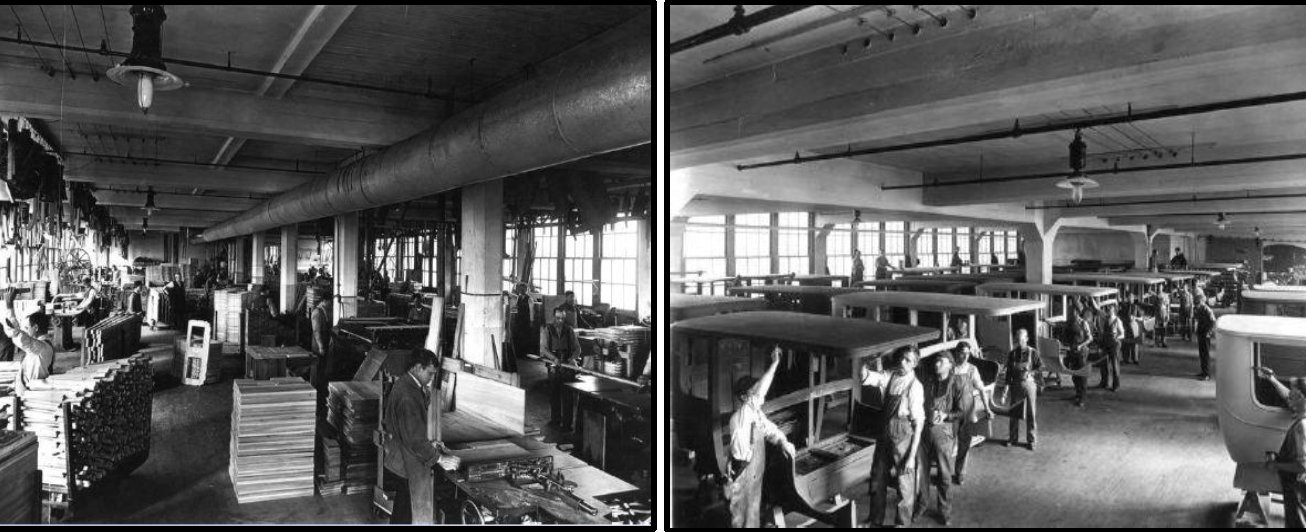
Packard Plants, Fabrikation 1910
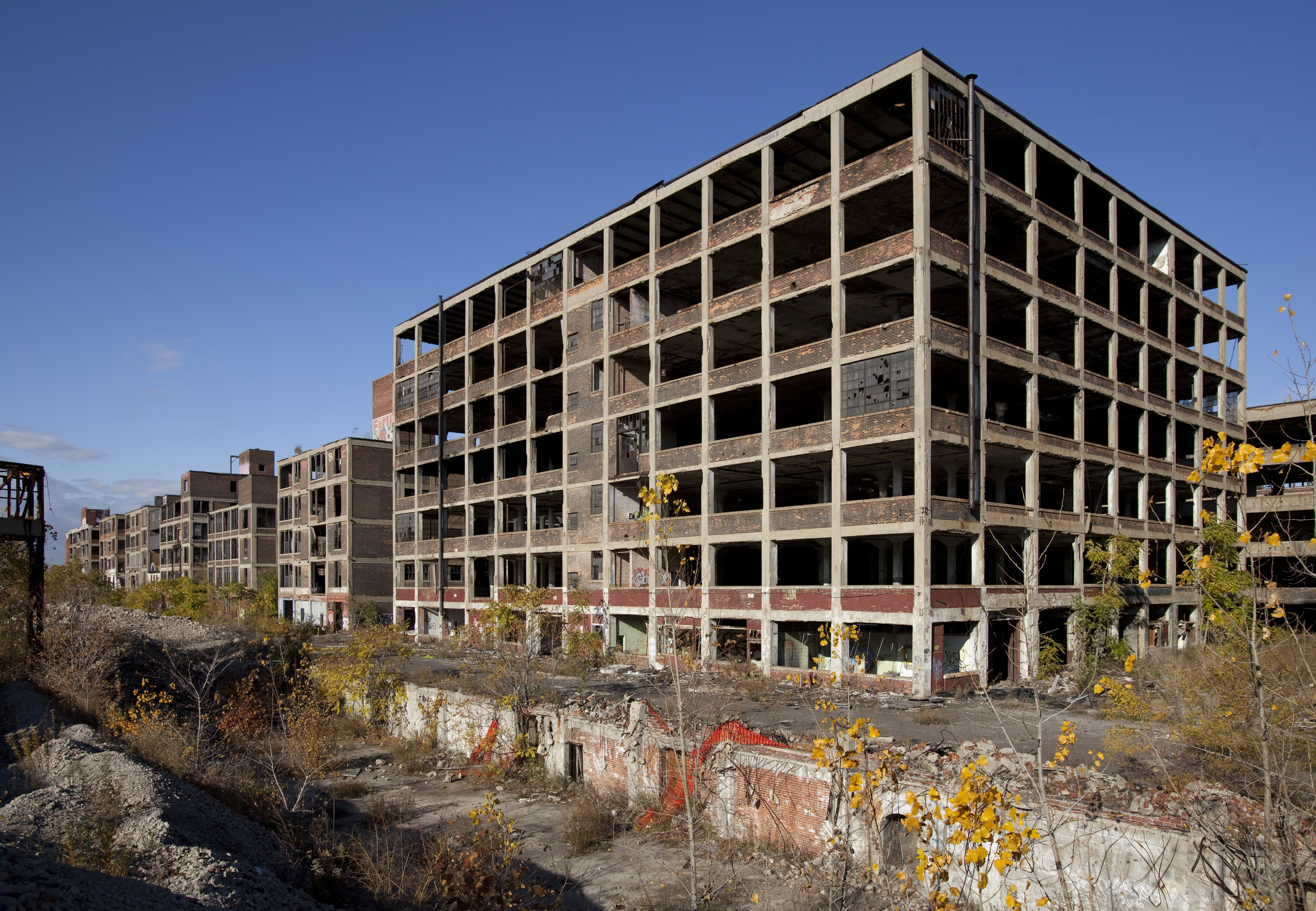
Packard Automobilfabrik, Ruine 2009

Im Zuge weiterer Großaufträge, ab 1907 für und mit Henry Ford, dessen Wohnhaus Kahn im Tudorstil errichtete, entwickelte Kahn die Fließbandfertigung in dessen Autofabriken (Fordismus). Durch diese industriellen Pionierleistungen wurde Kahn weltweit bekannt und in der Sowjetunion tätig, wo er von 1929 bis 1932 mit seinem Moskauer Büro 521 Fabriken baute, insbesondere Fahrzeug- und Flugzeugwerke, darunter 1929–30 das Stalingrader Traktorenwerk  und das Tscheljabinsker Traktorenwerk. Kahn, der auch in Brasilien, Schweden, Frankreich, China, Japan und Australien Industrieanlagen errichtete, führte zeitweise ein Büro mit 600 Mitarbeitern. Während des Zweiten Weltkrieges wurde es im Plan zur Schaffung eines Arsenals für Demokratie von Präsident Franklin Delano Roosevelt für die Rüstungsindustrie tätig, baute zahlreiche Flughäfen wie Marinestützpunkte für das amerikanische Militär. Für die University of Michigan errichtete Kahn von 1903 bis 1938 zahlreiche Bildungseinrichtungen (ca. 23 Gebäude), 60 seiner Bauwerke wurden 2006 in die US-Liste bedeutender historischer Orte aufgenommen.
Nach seinem Tode wurde die Firma von seiner Familie weitergeführt und betreibt bis heute Büros in Detroit, Birmingham (Alabama) und São Paulo.

## Von Kahn geplante Gebäude

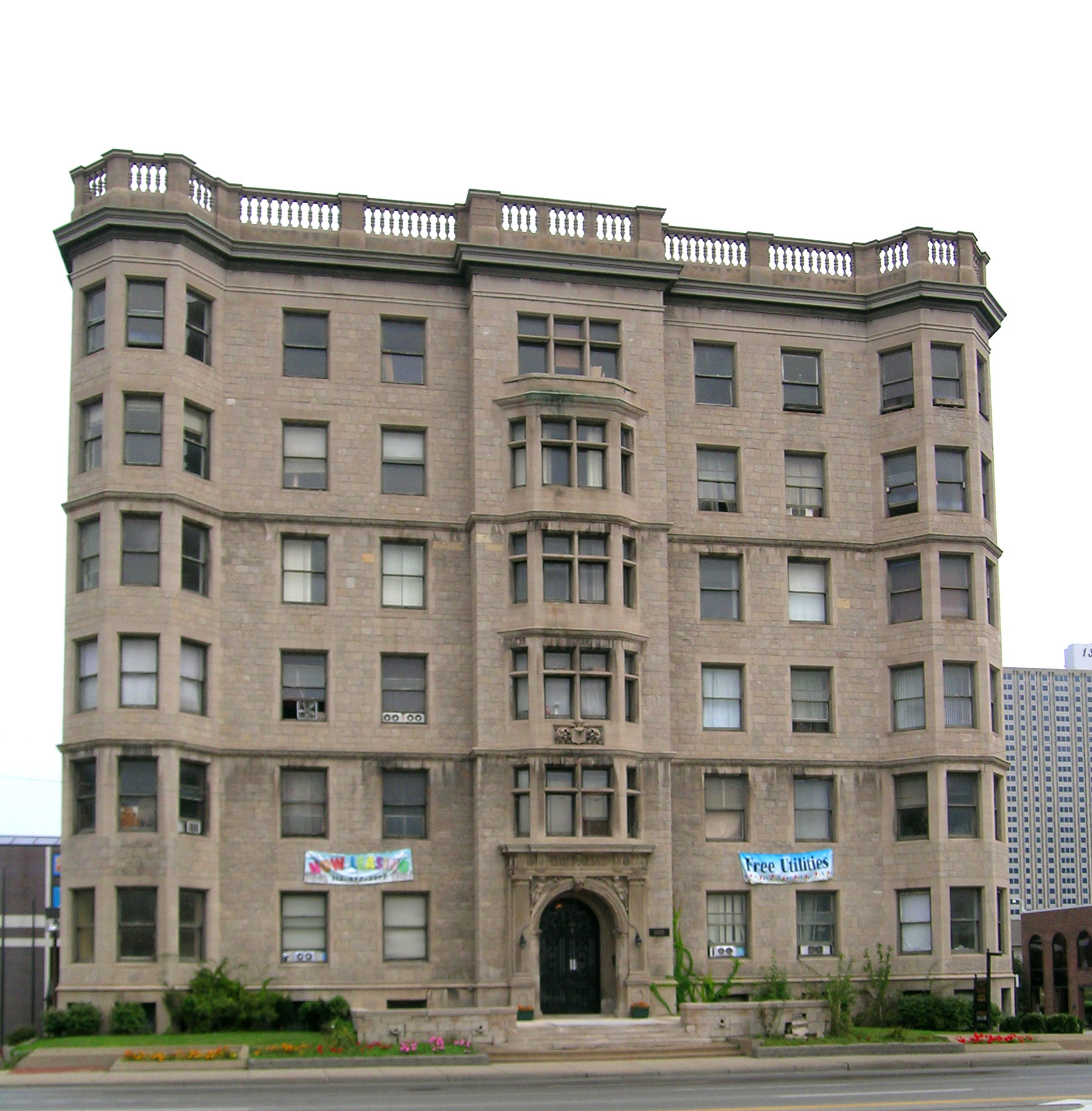
Palms Apartments, 1903
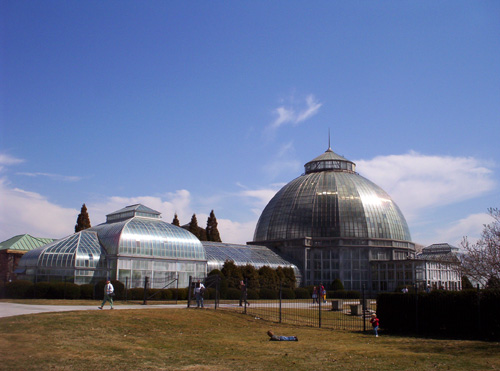
Whitcomb Conservatory auf der Detroiter Belle Isle (Detroit), 1904
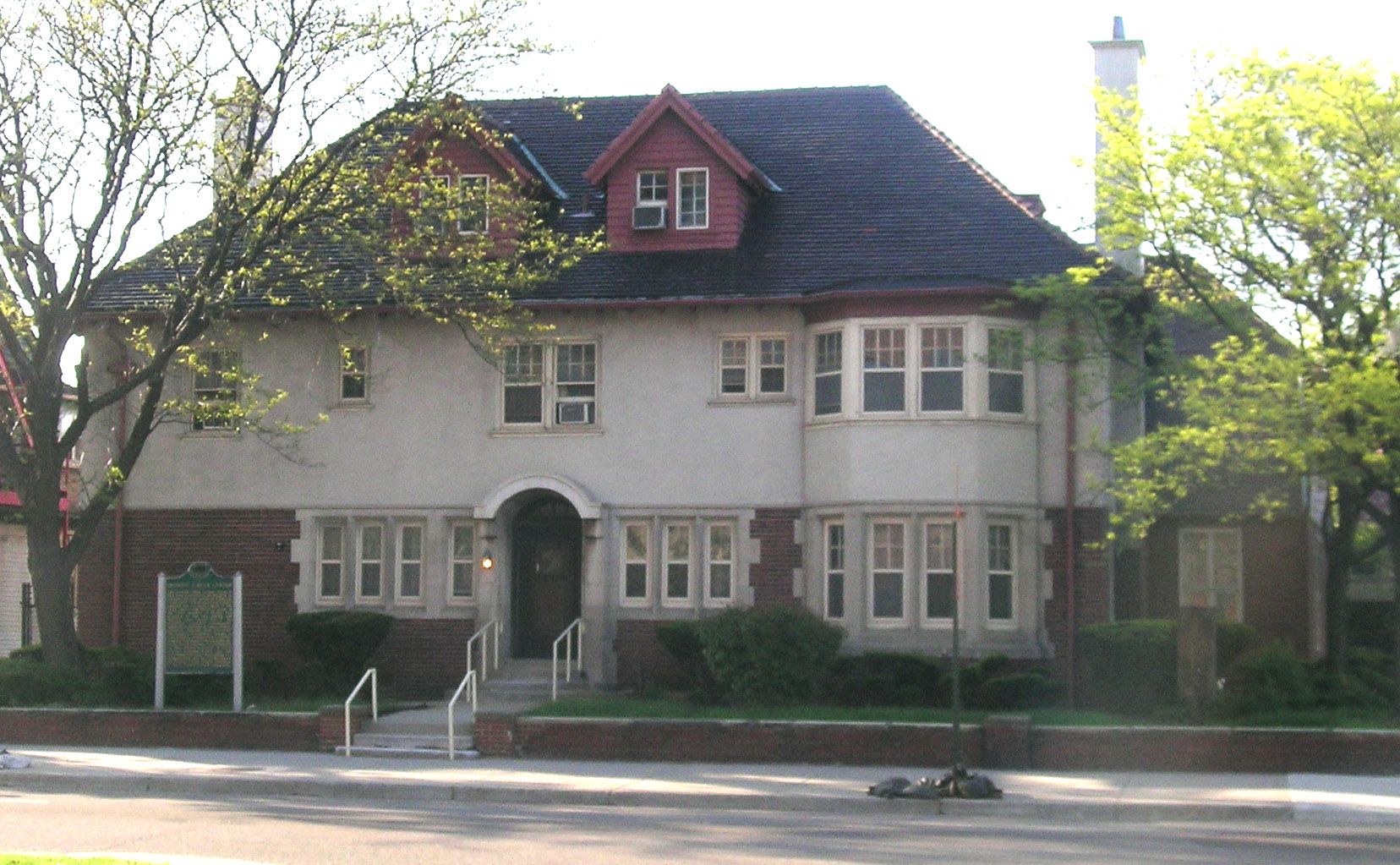
Albert Kahns Haus in Detroit, 1906
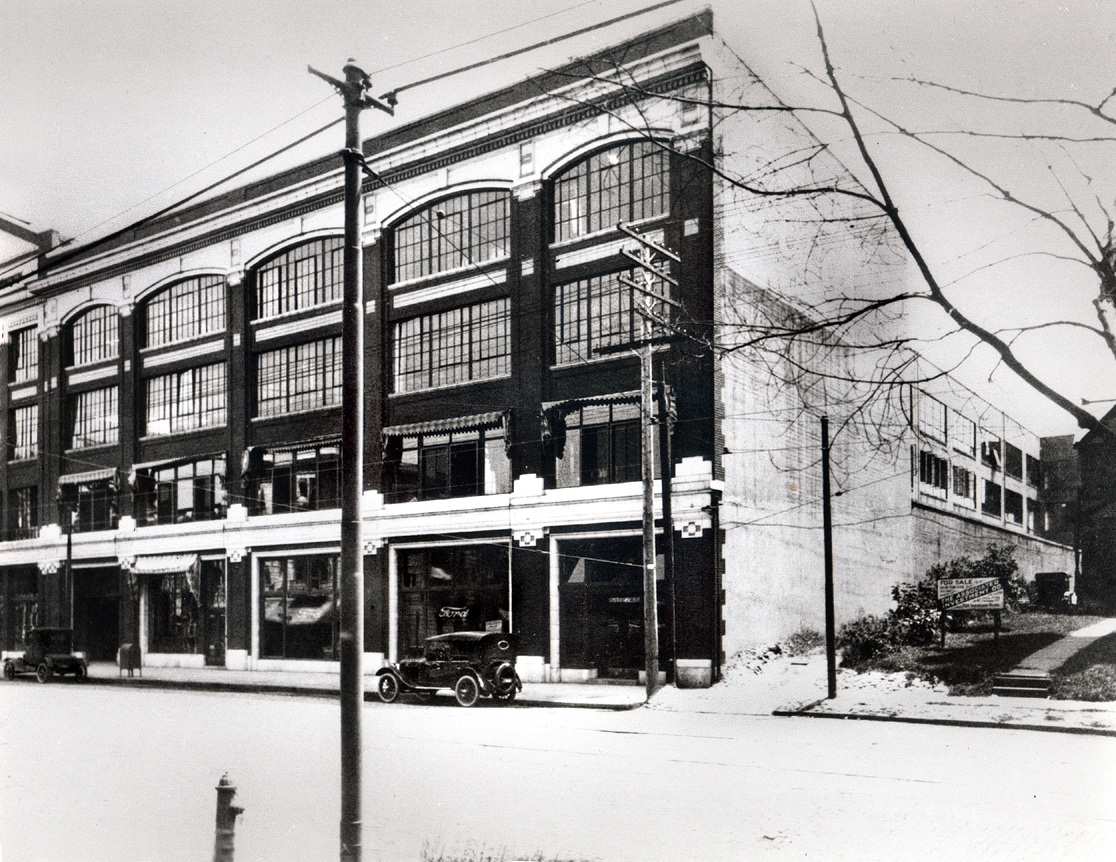
Ford-Montagewerk in Cleveland (Ohio), 1914 (heute: Cleveland Institute of Art)
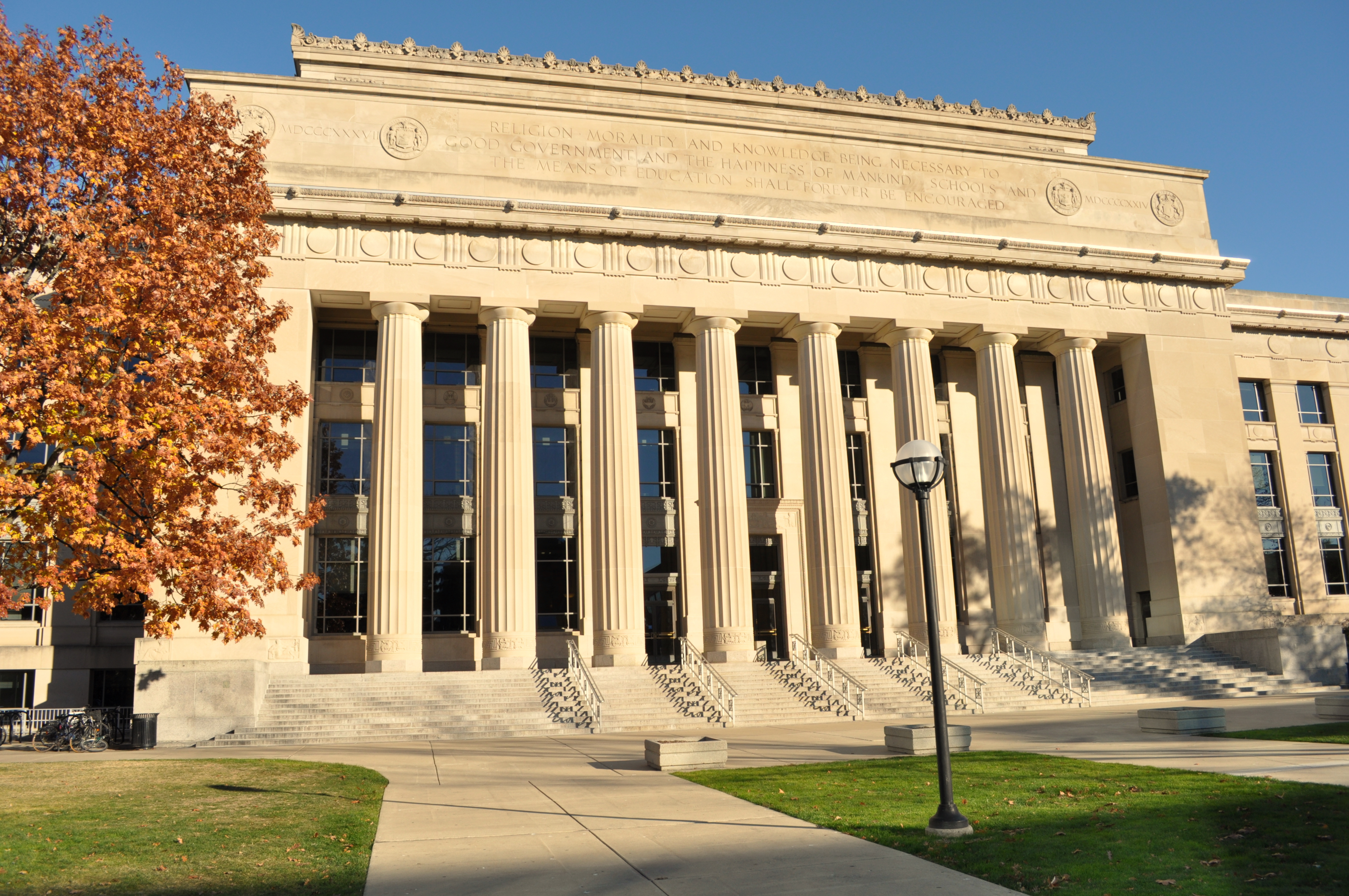
Angell Hall Observatorium auf dem Campus der University of Michigan in Ann Arbor, um 1924
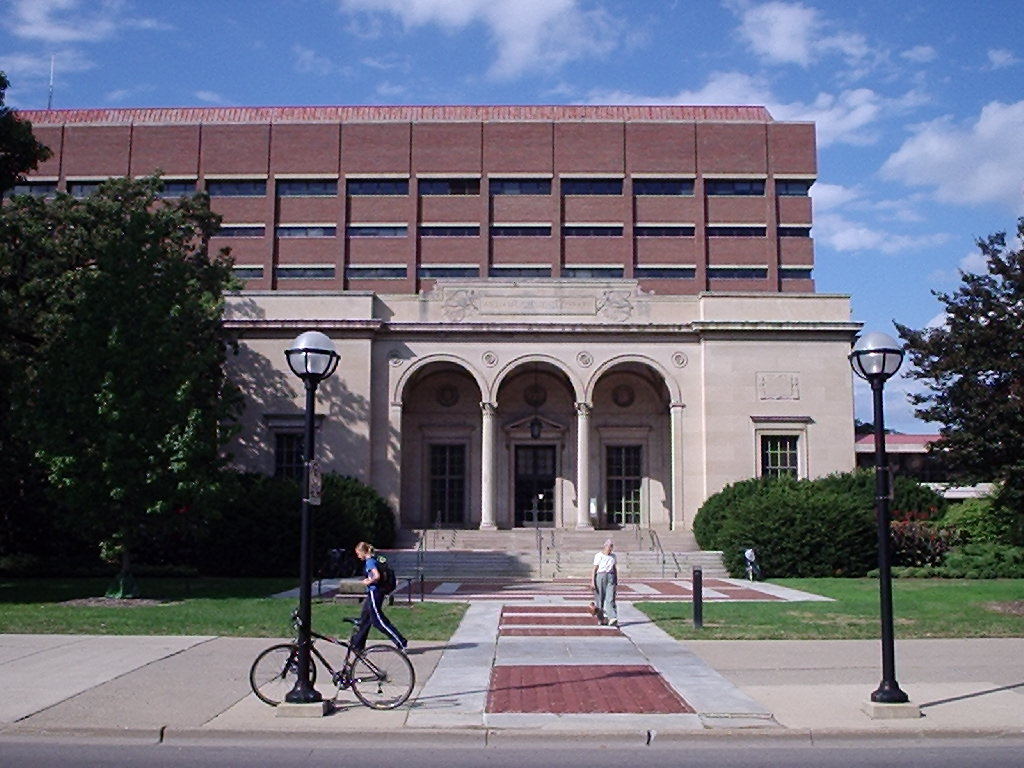
Clements Library der University of Michigan, nach 1923
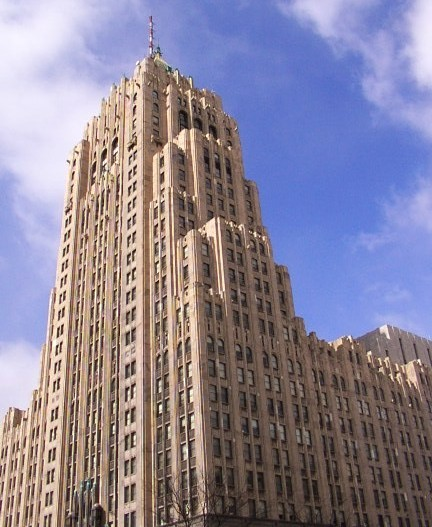
Fisher Building in Detroit, 1927
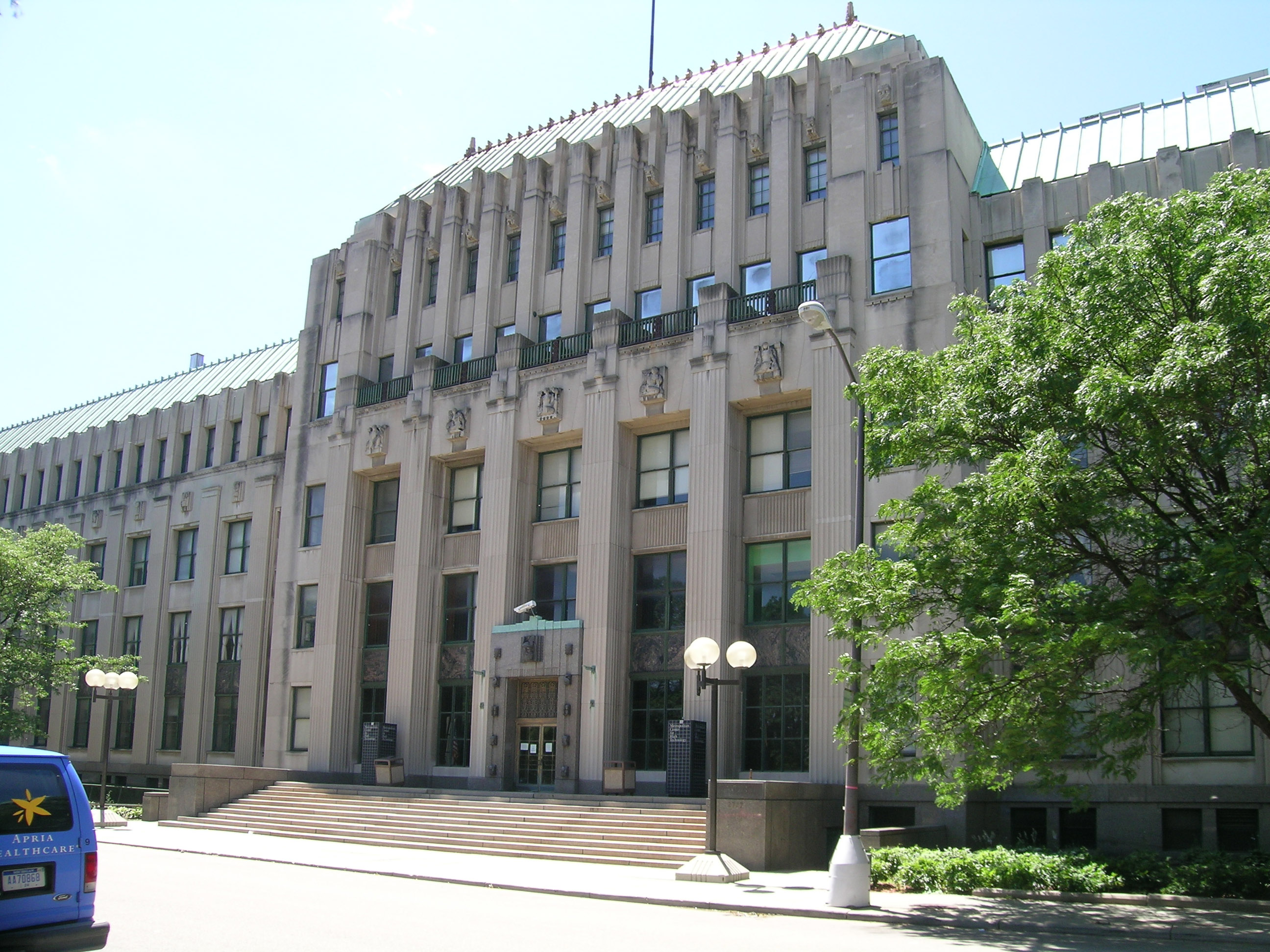
Das frühere S. S. Kresge World Headquarters in Detroit, 1927 (heute: Metropolitan Center for High Technology)
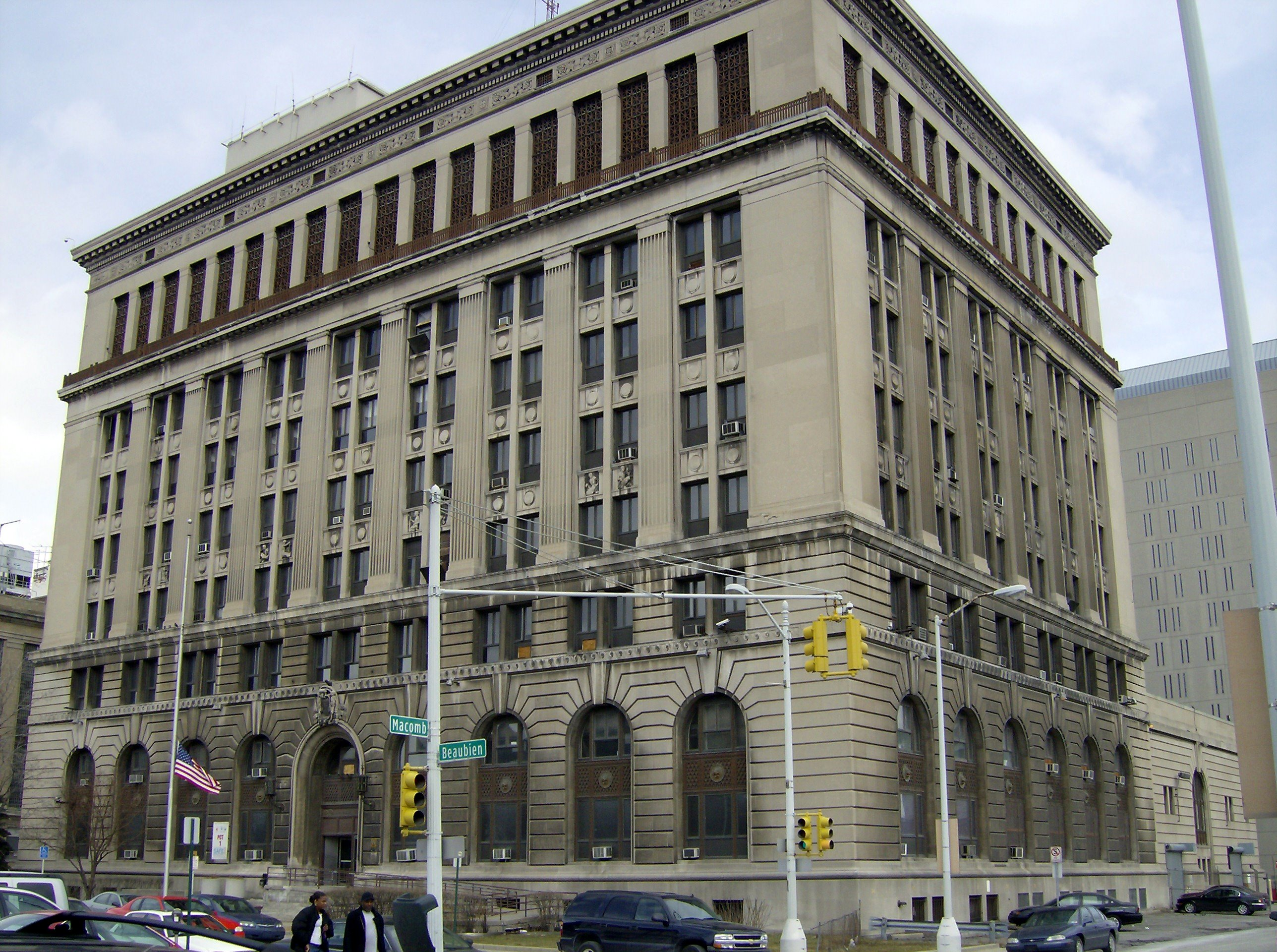
Detroit Police Headquarters
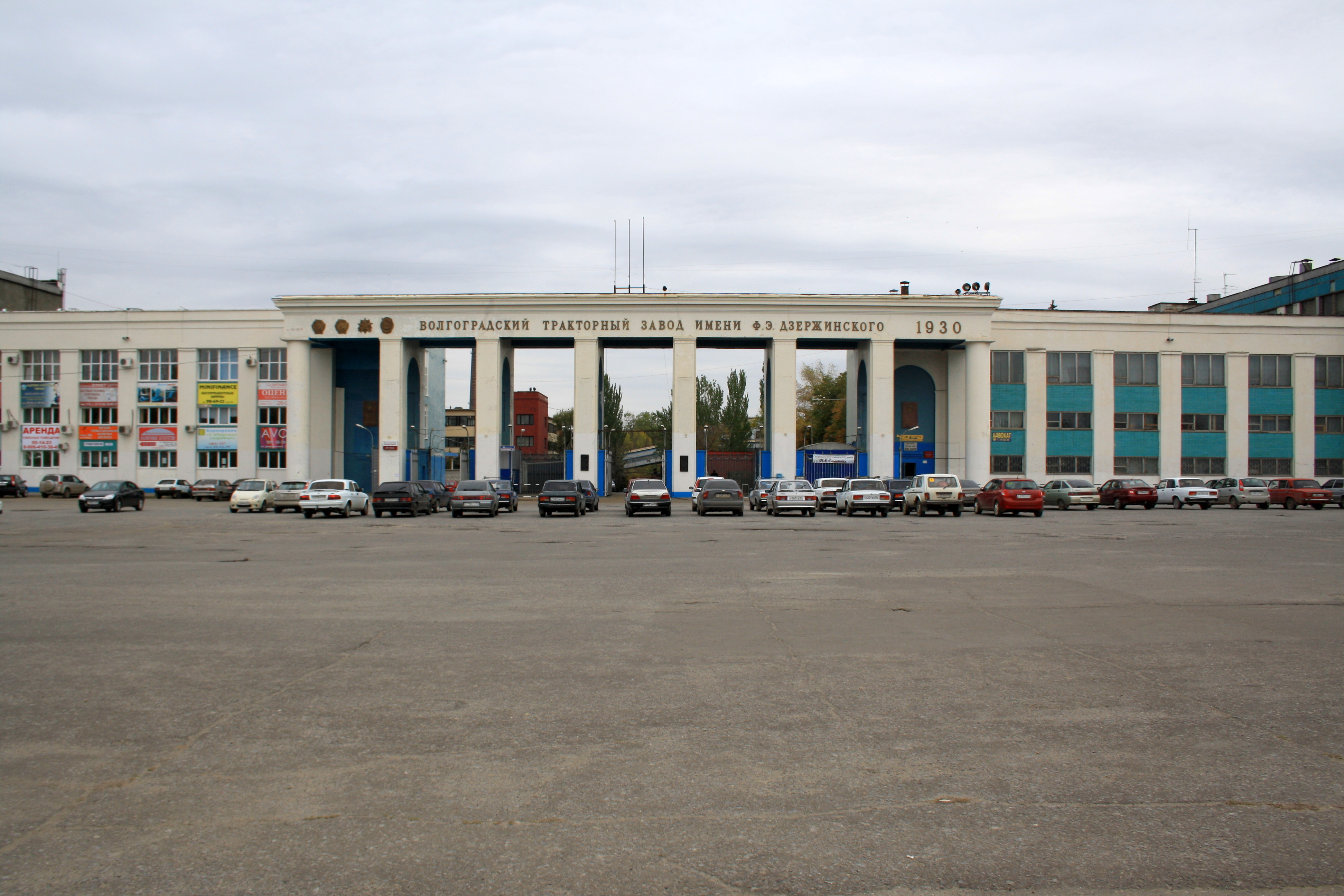
Traktorenwerk Dserschinski in Stalingrad (heute Wolgograd), 1930

## Würdigungen

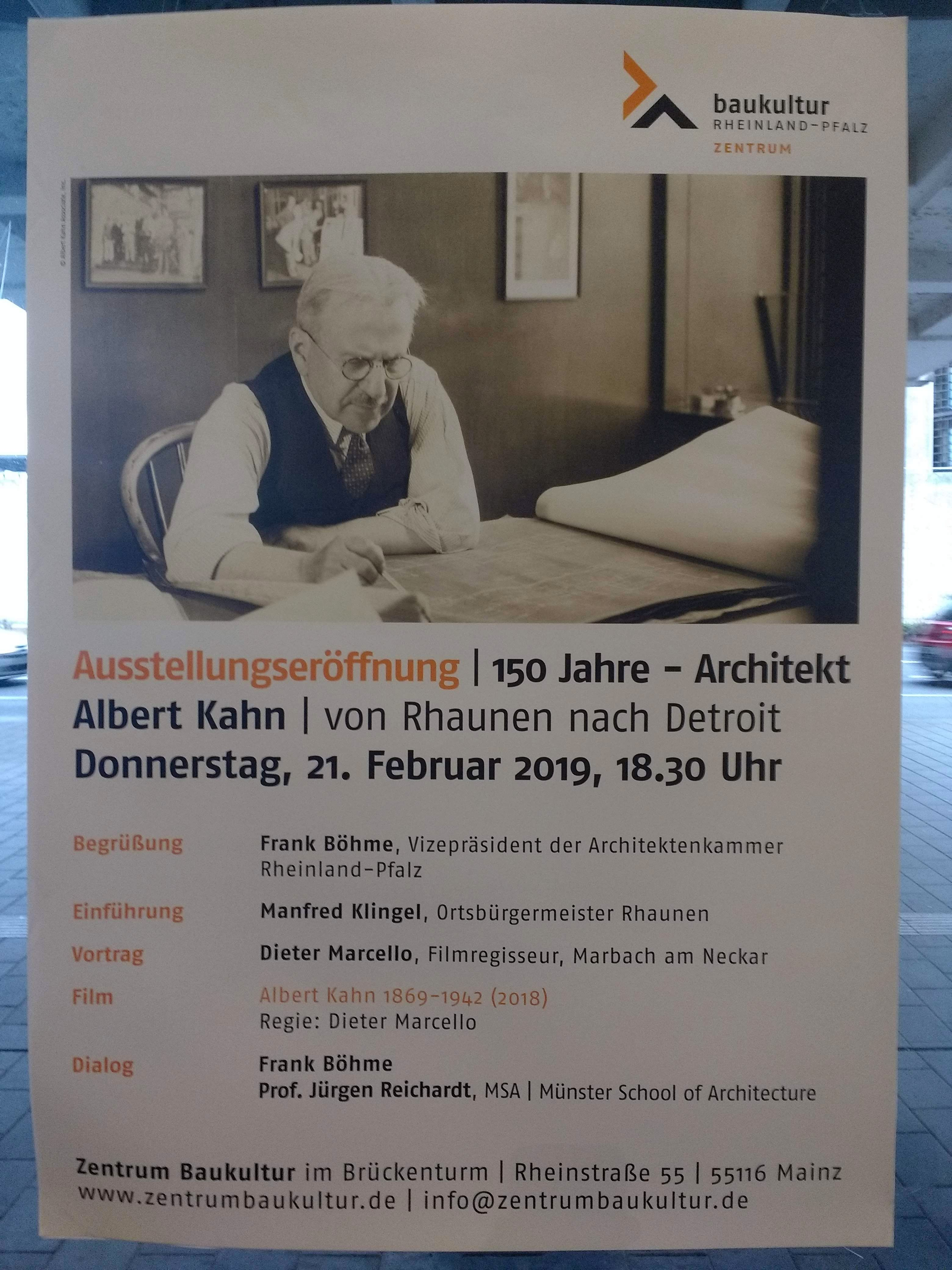
Plakat zur Ausstellung 150 Jahre - Architekt Albert Kahn im Mainzer Zentrum Baukultur

1993 veröffentlichte Dieter Marcello seinen Dokumentarfilm 'Albert Kahn,Architekt der Moderne' und veranstaltete 2017 im Zuge seines Lehrauftrages an der FH Münster University of Applied Sciences zum 75. Todestag von Albert Kahn ein Symposium mit Veranstaltungen und Vorträgen, Foto-, Film- und Videopräsentationen.
2017 fand an der Lawrence Technological University in Southfield (Michigan) ein Symposion über Kahns Erbe in Detroit statt.
Die Verbandsgemeinde Rhaunen war Mitinitiatorin der mittlerweile nicht mehr online zugänglichen Wanderausstellung 150 Jahre – Architekt Albert Kahn. Von Rhaunen nach Detroit.
Die Idee der Transformation des Geburtshauses von Kahn in Rhaunen in eine Begegnungsstätte, wie sie 2018 noch propagiert wurde, hat sich 2023 erübrigt. Bereits 2021 stand fest, dass das Haus in der Schustergasse 9 nicht Kahns Geburtshaus war, und aus der Haushaltsplanung der Verbandsgemeinde Herrstein-Rhaunen geht hervor, dass im März/April 2022 „Rückbau- und Abbrucharbeiten Wohnhaus, Schustergasse 9 (Albert-Kahn.Haus)in Rhaunen“ erfolgten.

## Dokumentarfilme
- Dieter Marcello: Albert Kahn Architekt der Moderne, 1993.[11]
- Auf der Plattform Vimeo sind über den Suchbegriff Dieter Marcello kurze Dokumentarfilme abrufbar, die sich mit Teilaspekten des Kahnschen Schaffens beschäftigen, so zum Beispiel:
  - BANDBREITE / WIDE RANGE - Die Architekten Albert Kahn und Albert Speer
  - Bauhaus vs. Albert Kahn
  - ALBERT KAHN - der italienische Einfluss